# MAIKO (OH GIRL!)
MAIKO（マイコ）は、日本の振付師。エンターテインメントチームOH GIRL!のメンバー。
日本では主に倖田來未、AI、ICONIQなどを振付している。現在ではアメリカを拠点として数々のアーティストの振付をする。MAIKOが振付したファット・ジョーの楽曲「ALL THE WAY UP」は、2016年の「BET HIPHOP AWARDS」ではベストヒップホップビデオにノミネート、また2017年のグラミー賞でベストラップパフォーマンス賞にノミネートされた。